# Matt Anderson
Matt Anderson (ur. 31 października 1982 w West Islip, Nowy Jork) – amerykański hokeista.

## Kariera
- New England Jr. Coyotes (2001-2002)
- UMass (Amherst) (2002-2007)
- Chicago Wolves (2007-2010)
  -  Gwinnett Gladiators (2007-2008)
- Albany Devils (2010-2013)
- New Jersey Devils (2012)
- Spartak Moskwa (2013-2014)
- KHL Medveščak Zagrzeb (2014)
- Nieftiechimik Niżniekamsk (2014-2015)
- Djurgårdens IF (2015-2017)
- Skellefteå AIK (2017-2018)
- Rögle BK (2018)

W karierze występował w amerykańskich ligach akademickiej NCAA, AHL oraz NHL, w której rozegrał dwa spotkania w styczniu 2013. Od maja 2013 zawodnik rosyjskiego klubu Spartak Moskwa w rozgrywkach KHL. Od czerwca do listopada 2014 zawodnik chorwackiego klubu KHL Medveščak Zagrzeb. Od grudnia 2014 zawodnik Nieftiechimika Niżniekamsk. Od kwietnia 2015 zawodnik szwedzkiego. Od maja 2017 zawodnik Skellefteå AIK. W lipcu 2018 przeszedł do Rögle BK. Po rozegraniu jednego meczu, został zwolniony z tego klubu w październiku 2018.

## Sukcesy
Klubowe
- Norman R. „Bud” Poile Trophy: 2008 z Chicago Wolves
- Puchar Caldera – mistrzostwo AHL: 2008 z Chicago Wolves

Indywidualne
- Skład gwiazd akademickich graczy NCAA (Wschód): 2006, 2007
- Sezon AHL (2010/2011):
  - AHL All-Star Game
- Sezon AHL (2012/2013):
  - Najlepszy zawodnik tygodnia - 10 lutego 2013